# Bahnhof Essen-Werden
Der Bahnhof Essen-Werden ist ein S-Bahnhof im Essener Stadtteil Werden. Er liegt an den VzG-Strecken 2161 (Essen-Werden – Essen Hbf) sowie 2400 (Düsseldorf Hbf – Hagen Hbf) und wird im Taktfahrplan von der Linie S 6 angefahren. Das ursprüngliche Bahnhofsgebäude aus dem Jahr 1872 steht unter Denkmalschutz und liegt südlich abseits der 1968 errichteten Bahnsteige.

## Geschichte

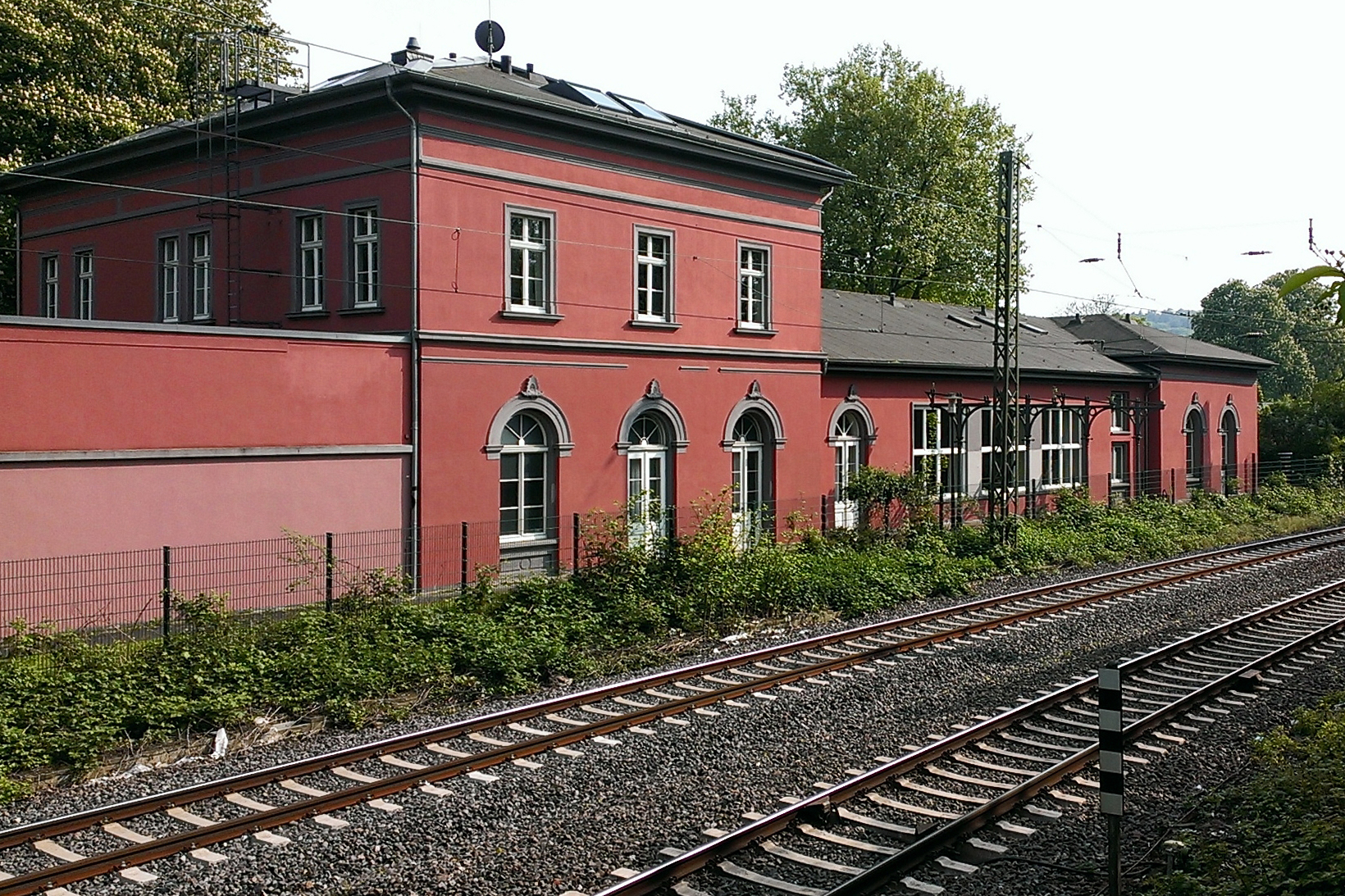
Ehemaliges Empfangsgebäude aus dem Jahr 1872

Am 1. Februar 1872 wurde das heute noch erhaltene Empfangsgebäude des Bahnhofs Werden im Stil des Historismus fertiggestellt. Es diente zunächst der an diesem Tage für den Personenverkehr eröffneten Strecke der Ruhrtalbahn von Düsseldorf über Kettwig und Werden weiter nach Kupferdreh. Anfangs fuhren täglich vier Züge in beide Richtungen. Tags darauf begann hier auch der Güterverkehr.
Die Bergisch-Märkische Eisenbahn-Gesellschaft (BME), eine der drei großen privaten Eisenbahngesellschaften im Ruhrgebiet, erhielt am 25. März 1872 die Konzession für die 7,85 Kilometer lange Strecke von Werden nach Essen Hauptbahnhof, die am 15. August 1877 in Betrieb ging. Die Verbindungsstrecke erhielt zwischen 1887 und 1894, nach Verstaatlichung der BME, das zweite Streckengleis.
Das Empfangsgebäude wurde um 1920 durch Anbauten ergänzt. Die Umbenennung des Bahnhofs Werden in Essen-Werden fand 1930 statt, nachdem Werden 1929 zur Stadt Essen eingemeindet worden war.
Die Deutsche Bundesbahn stellte den Verkehr von Essen-Werden in Richtung Hagen Mitte der 1960er Jahre ein. Im Januar 1967 wurde der Bahnhof Essen-Werden der Dienststelle Kettwig unterstellt. In diesem Jahr wurde der heutige, etwa 250 Meter weiter nördlich gelegene Haltepunkt mit seinen zwei Bahnsteiggleisen fertiggestellt. Ein Jahr später folgte die Elektrifizierung der Strecke. Damit hatte das alte Empfangsgebäude seine Funktion als Bahnhof verloren. Am 5. Mai 1968 wurde die S-Bahn, die kurz vorher von Düsseldorf-Garath über Düsseldorf Hauptbahnhof nach Ratingen Ost eröffnet wurde, weiter über Werden nach Essen Hauptbahnhof verlängert. Am 26. Mai 1974 erhielt die S-Bahn die Liniennummer S 6. 1978 endete auch der Güterverkehr Richtung Hagen, die Strecke wurde anschließend abgebaut.
In den Sommerferien 2012 wurde der Bahnhof barrierefrei umgebaut, wozu die Bahnsteige auf 96 cm angehoben wurden und zwei Aufzüge zur Personenunterführung installiert wurden.

## Heutige Situation
Im Betriebsstellenverzeichnis der Deutschen Bahn hat der Bahnhof das Kürzel EEWD und wird in der Preisklasse 5 als Nahverkehrssystemhalt geführt. Er wird im Schienenpersonennahverkehr heute ausschließlich von der Linie S 6 der S-Bahn Rhein-Ruhr bedient (Kursbuchstrecke 450.6). Diese ist seit 2004 bis nach Köln-Nippes verlängert. Züge der Linie S 6 halten an den Bahnsteigen der durchgehenden Hauptgleise. In Höhe des alten Empfangsgebäudes ist noch ein Ausweichgleis vorhanden, andere Gleise sind nicht mehr angeschlossen (2023).
Im alten Empfangsgebäude, dem zeitweise der Verfall drohte, bevor es 1990 unter Denkmalschutz gestellt wurde, befinden sich seit dem Erwerb durch die Stadt Essen 1997 Räume, die vom Gymnasium Essen-Werden und der Folkwang-Musikschule genutzt werden.
| Linie | Linienverlauf | Takt |
| ----- | --- | --- |
| S 6   | Essen Hbf – Essen Süd – E-Stadtwald – E-Hügel – E-Werden – Kettwig – Kettwig Stausee – Hösel – Ratingen Ost – D-Rath – D-Rath Mitte – D-Derendorf – D-Zoo – D-Wehrhahn – Düsseldorf Hbf – D-Volksgarten – D-Oberbilk – D-Eller Süd – D-Reisholz – D-Benrath – D-Garath – D-Hellerhof – Langenfeld-Berghausen – Langenfeld (Rheinland) – Lev.-Rheindorf – Lev.-Küppersteg – Leverkusen Mitte – Lev.-Chempark – K-Stammheim – K-Mülheim – K-Buchforst – K-Messe/Deutz – Köln Hbf – K-Hansaring – K-Nippes (– K-Geldernstr./Parkgürtel – K-Longerich – K-Volkhovener Weg – K-Chorweiler – K-Chorweiler Nord – K-Blumenberg – K-Worringen) Stand: Fahrplanwechsel Dezember 2023 | 20 min (werktags) 30 min (sonn-/feiertags, Essen–Düsseldorf auch samstags) Nippes–Worringen nur werktags 5–20 Uhr und sonn-/feiertags 11–21 Uhr |

Von der S-Bahn kann zu folgenden Buslinien der Ruhrbahn umgestiegen werden.
| Linie | Linienverlauf | Takt (Mo–Fr)                                                                      |
| ----- | --- | --------------------------------------------------------------------------------- |
| 169   | Essen-Margarethenhöhe – Friedhof Bredeney – Bredeney – Werden – Werdener Markt – Heidhausen – Essen, Grenze Heidhausen – Velbert-Losenburg Kettwiger Str. – Velbert Unterstadt – Velbert ZOB                                        | 20 min (M’höhe–Bredeney) 10 min (Bredeney–Heidhausen) 20 min (Heidhausen–Velbert) |
| 180   | Kettwiger Markt – Kettwig – Schuirweg – Werden – Werdener Markt – Heidhausen Am Schwarzen – Hespertal – Dilldorf – Kupferdreh – Burgaltendorf Burgruine Verkehrt ab teilweise weiter Burgaltendorf als Linie 159 zur Schwimmbrücke. | 30 min                                                                            |
| 190   | Quartierbus Werden: Werden – Werden Brücke – Papiermühle – Heidhausen, Ruhrlandklinik – Heidhauser Platz Linie verkehrt mit Kleinbussen                                                                                             | 60 min                                                                            |
| NE8   | Essen Hbf – Philharmonie – Rüttenscheider Stern – Rüttenscheid Martinstraße – Florastraße – Bredeney – Werden – Werdener Markt – Essen-Heidhausen – Velbert-Losenburg Klinikum Niederberg – Birth – Am Berg – Velbert ZOB           | 60 min                                                                            |